# Псевдодомен верхнего уровня
Псе́вдодоме́н ве́рхнего у́ровня (англ. pseudo-top-level domain) — термин, используемый для обозначения доменных имён компьютерных сетей, которые не участвуют во всемирной официальной системе доменных имён, но могут использовать похожую иерархию доменных имён. К числу таких доменов относятся bitnet, csnet, exit, i2p, local, onion, oz, Freenet, uucp и zs.
Эти псевдодомены могут использовать синтаксис как у официальных доменов верхнего уровня и решают ту же задачу создания имён для точек сети. Они используются только для особых целей, обычно для адресации хостов, недоступных по протоколу IP, для таких служб, как электронная почта и Usenet по uucp.